# Список жінок-ботаніків
Це абетковий список жінок, котрі професійно займались ботанікою та/чи зробили вагомий внесок у цю науку, котрий Ви можете доповнювати.
До списку входять спеціалістки й дослідниці з таких дисциплін, як: фізіологія рослин, фітопатологія, історія ботаніки, палеоботаніка, бріологія, мікологія, бактеріологія, гідробіологія, паразитологія, таксономія, ліхенологія, агростологія; суміжних областей: біології, хімії, географії, екології, археології, ентомології; а також натуралістки, колекціонерки рослин, ботанічні ілюстраторки, садівниці, флористки, екологічні активістки, екофеміністки та фотографи, письменниці, освітянки, дотичні до питань ботаніки.
Декотрі з дослідниць у цьому списку вивчали, колекціонували рослини у подорожах та винахідництві, тому див. також Список дослідниць та мандрівниць. 
|  | У цій статті бракує інформації про наукові інтереси, професійний внесок, публікації дослідниць нижче. Будь ласка, розширте цю статтю, додавши цю інформацію. Подробиці можуть бути на сторінці обговорення. |

| Нема зображення | Ця стаття недостатньо ілюстрована. Ви можете допомогти проєкту, додавши зображення до цієї статті. |